# Madelungen
Madelungen ist seit 1994 ein Ortsteil von Eisenach im Wartburgkreis in Thüringen (Deutschland). Es gehört seit 1999 zum Pfarramt Neukirchen.

## Geografie
Der Ort Madelungen liegt etwa vier Kilometer (Luftlinie) nordwestlich von Eisenach.
Nachbarorte
|             | Ütteroda                                    |            |
| Krauthausen | Kompassrose, die auf Nachbargemeinden zeigt | Neukirchen |
|             | Eisenach                                    | Stregda    |

Die ursprüngliche, spätmittelalterliche Siedlung erstreckt sich, noch heute gut erkennbar, als Straßendorf entlang der Hauptstraße  – heute Max-Kürschner-Straße – nördlich der Madel. Dieser Bach entspringt ca. 3500 Meter östlich in der Gemarkung des Nachbarortes  Neukirchen am Gramberg und mündet, nach dem er den Nachbarort Krauthausen und das ehemalige Gut Lengröden passiert hat, bei Creuzburg in der Werra. In der Ortslage speist die Madel den Schlossteich.
Höchste Erhebungen sind der bewaldete Moseberg im Süden (364 m ü. NN), der Lerchenberg  (342 m ü. NN) im Nordosten auf der Gemarkungsgrenze zu Ütteroda und der bewaldete Eichelberg (349 m ü. NN) unmittelbar nördlich der Ortslage. Die geographische Höhe des Ortes beträgt 245 m ü. NN.

## Geschichte
Die urkundliche Ersterwähnung des Ortes Madelungen erfolgte im Jahre 1076:

„Unter der Regierung Heinrichs IV. und zu der Zeit, als Ruthard dem Kloster zu Fulda als Abt vorgestanden hat, übergiebt der (dasige) Voigt Gerhardt und dessen Gemahlin Hacecha, diesem Kloster einige (nicht hierher gehörige) Güter, bedingt sich aber dass, wenn er Söhne zeugen und gestorben seyn würde, seine Witwe auf deren Lebenszeit mehrere dem Kloster überlassene Güter von welchen blos folgende hier zu bemerken, … Madelungen … benutzen dürfe, das Kloster aber dafür ihrer gedenken solle.
Acta est traditio in monasterio Fuldensi
Schannat Tradit. Fuld. Pag. 257. no. 615.“

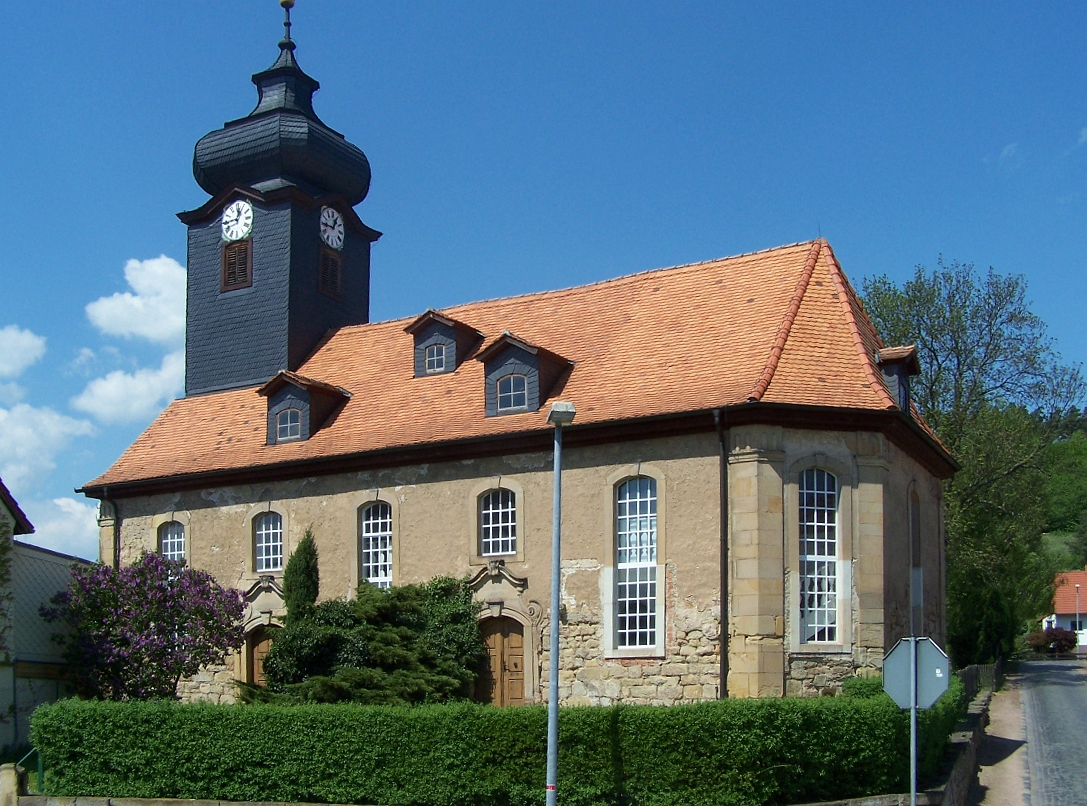
Die Kirche

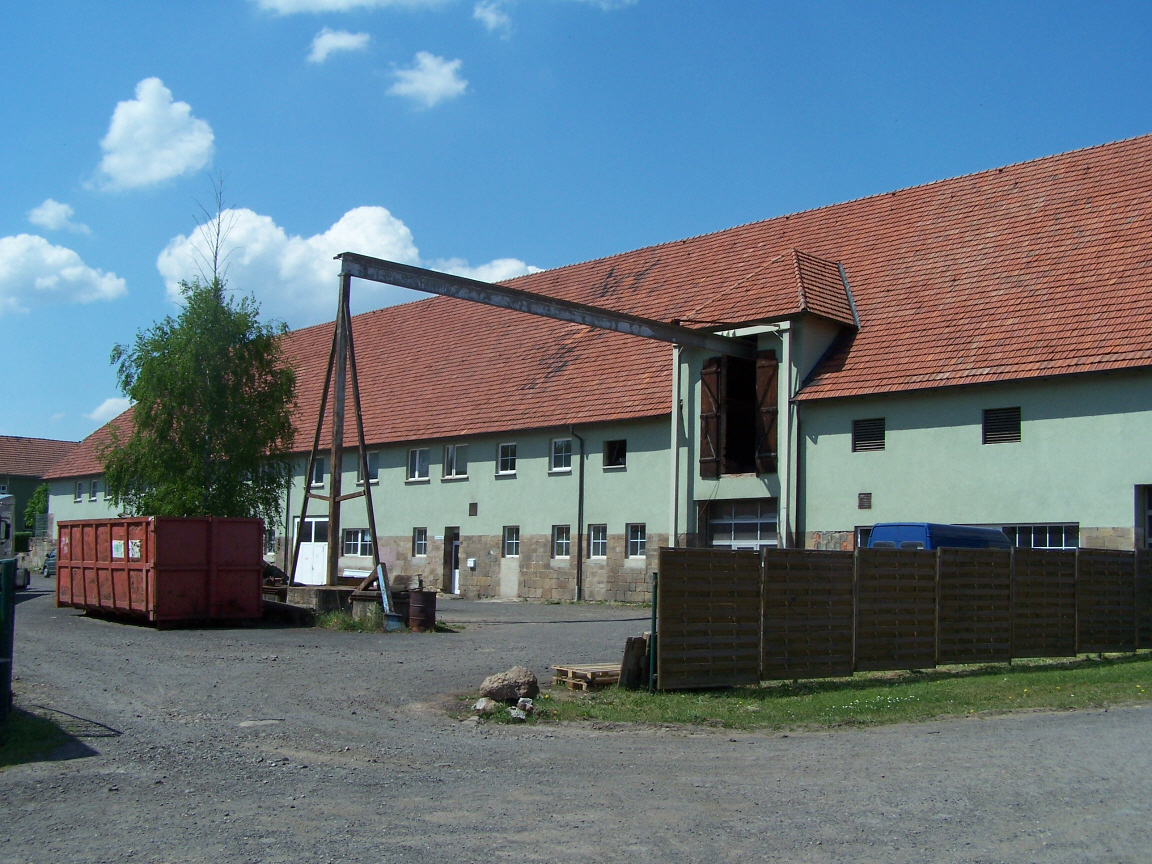
Am ehemaligen Gutshof

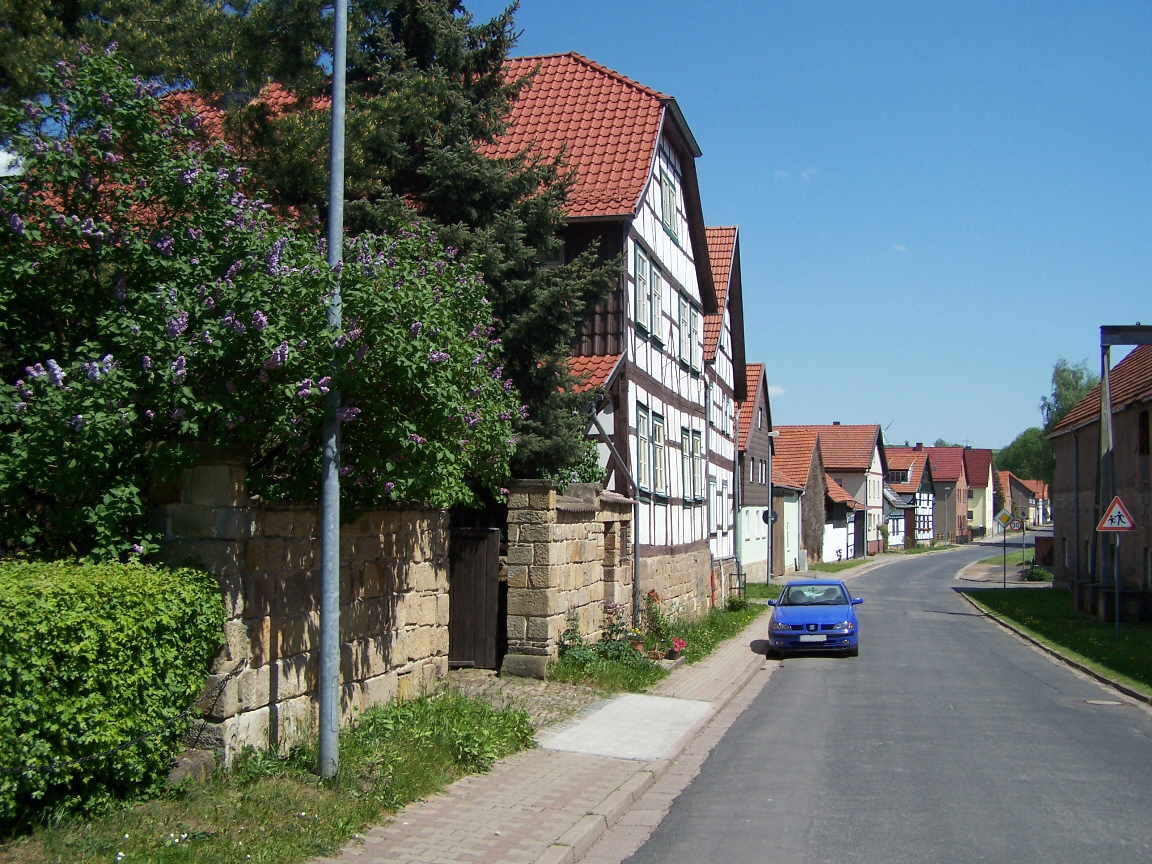
Das Pfarrhaus

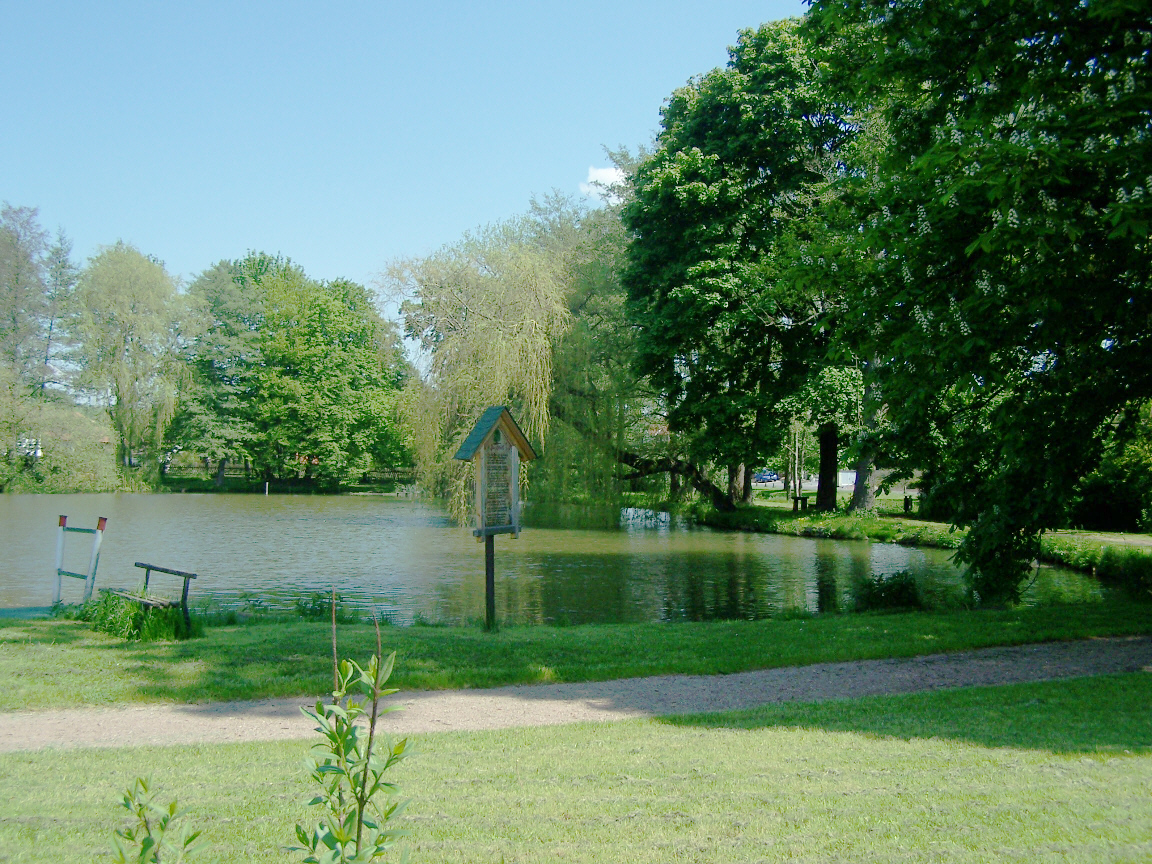
Der Madelunger Park

Neben dem Kloster Fulda war auch Kloster Hersfeld im südlichen Ortsteil begütert.
Seit 1307 sind im Ort die Herren von Madelungen nachweisbar, Rothe berichtet zum gleichen Jahr, dass sie als Sympathisanten der Thüringer Landgrafen bekannt waren und deshalb aus Eisenach gewaltsam vertrieben wurden. Die Madelunger Ritter erbauten sich ein Festes Haus in einem am südöstlichen Ortsrand angelegten Teich in nächster Nähe zum fuldischen Klosterhof. Sie dienten zunächst als angesehene Burgmannen der Landgrafen, verkamen aber rasch zu Raubrittern und Fehdereitern. Ein Ritter Caspar von Madelungen erwarb sich dabei traurige Berühmtheit. Der Schutz dieser Wasserburg verhinderte nicht, dass die als „Altmadelungen“ bezeichnete Nachbarsiedlung, kaum 1000 m östlich entlang der Madel gelegen, in einer der zahllosen Fehden zerstört werden konnte und sich die Bewohner nun am Westrand des heutigen Ortes Madelungen neu ansiedeln mussten.
Im benachbarten Creuzburg befand sich der Verwaltungs- und Gerichtssitz des Ortes. Nach einem 1565 erfolgten Raubmord im Mosewald wurde der strittige Grenzverlauf zwischen den Ämtern Wartburg (Stadt Eisenach) und Creuzburg (Madelungen) neu bestimmt und mit einem Grenzstein, dem sogenannten „Poststein“ kenntlich gemacht. Um 1598 wurde am Platz der Burg das Renaissanceschloss erbaut; es war über zwei Zugbrücken mit dem Dorf verbunden.
Über die kirchlichen Verhältnisse der Gründungszeit ist bekannt, dass der Ort zur Creuzburger Pfarrei gehörte, hier bestand jedoch zunächst nur eine Andachtskapelle, welche Sankt Ulrich geweiht war. Die Ulrichskirche im Zentrum der Ortslage wurde 1516 erbaut; sie wurde 1767 durch die Trinitatiskirche an gleicher Stelle ersetzt.
Die Kirche enthält in einem Gewölbe vor dem Altar die Gebeine des letzten Freiherrn Wilhelm Christoph Diede zum Fürstenstein († 1807). Die aus Albungen stammende Adelsfamilie der Diede zum Fürstenstein erwarb 1598 die verfallene Wasserburg und errichteten auf deren Grundmauern ein Schloss. Für ihre wirtschaftlichen Belange erwarb sie zugleich das ehemalige Klostergut und modernisierten es.
Schwer hatte der Ort im Dreißigjährigen Krieg zu leiden, auch von der Pest und der Hexenverfolgung berichten die Chronisten. Die wirtschaftlichen Verhältnisse im Ort waren für die Bauern noch um 1850 bedrückend. Aufgabe der Separation (Flurbereinigung) war es, die in fast eintausend Parzellen zerteilte Gemarkung neu zu ordnen.
Für seine Eisenacher Kammgarn-Spinnerei benötigte der Eisenacher Textilfabrikant Julius von Eichel-Streiber das Madelunger Gut mit dem Ziel, hier in großem Stil billige Wolle zu erzeugen. Er forcierte deshalb die Schafhaltung in der Region nördlich von Eisenach. Die Familie besaß das Gut bis zu ihrer Enteignung 1945.
Ende März 1945 verschanzten sich deutsche Truppen im nahen Mosewald. Am 1. April 1945 durchbrachen amerikanische gepanzerte Einheiten nach kurzen, aber heftigen Gefechten den als „Werralinie“ bezeichneten Verteidigungsabschnitt. Schon am folgenden Tag erfolgte über Madelungen und Neukirchen der massive Vorstoß in Richtung Gotha und Erfurt.

## Kultur und Sehenswürdigkeiten

### Kirche
Im Zentrum des Ortes befindet sich die restaurierte Trinitatiskirche. Sie wurde 1767 im Barockstil erbaut. Bei den Bauarbeiten im Inneren der Kirche wurden auch bisher unbekannte Grabstein-Platten von Madelunger Rittern entdeckt.

### Der Schlosspark
Der ehemalige Schlosspark besitzt neben zahlreichen alten Bäumen und Gehölzen einen Gondelteich. Im Sommer findet hier das traditionelle Parkfest statt.

### Das Parkfest
Jährlich richtet der Feuerwehrverein Madelungen e. V. zusammen mit dem Landfrauenverein sowie der Freiwilligen Feuerwehr Madelungen am Zweiten Juli-Wochenende das Parkfest aus. Das dreitägige Fest startet mit einem Disco Abend am Freitag. Am Samstag findet der traditionelle Wettkampf der Feuerwehren statt, eh der Tag mit einem Tanzabend abgeschlossen wird. Der Sonntag steht ganz im Zeichen der Blasmusik, des Frühschoppen und des nachmittäglichen Kinderfestes.

### Naturschutzgebiet «Runder- und Langer Enspel»
Das Naturschutzgebiet «Runder-  und Langer Enspel» befindet sich etwa einen Kilometer östlich der Ortslage Madelungen. Es wurde wegen des hier vorhandenen Wacholder-Magerrasens als schützenswert ausgewiesen. Neben der schützenswerten Flora wurden im Gebiet 28 Vogelarten, 18  Schmetterlingsarten (Tagfalter) und der Feuersalamander bestimmt. Einige Tier- und Pflanzenarten stehen in Thüringen bereits auf der Roten Liste gefährdeter Arten. Der BUND,  Kreisverband Wartburgkreis und Stadt Eisenach wies das Gebiet als „Biotop des Monats Mai 2001“ aus.

## Verkehr
Durch den Ort führt die Ortsverbindungsstraße Krauthausen – Madelungen – Stregda. Eine weitere Ortsverbindungsstraße führt nach Ütteroda.
Die Bundesautobahn 4 führt etwa 500 m südlich der Ortslage vorbei. Die nächstgelegene Anschlussstelle ist Eisenach-West.
Nach Madelungen verkehren folgende Buslinien der Verkehrsgesellschaft Wartburgkreis mbH:
| Linie | Fahrstrecke                                                                       |
| ----- | --------------------------------------------------------------------------------- |
| L-77  | Eisenach – Stregda – Madelungen – Krauthausen – Creuzburg – Ifta – Wolfmannsgehau |
| L-78  | Eisenach – Stregda – Madelungen – Krauthausen – Creuzburg – Treffurt – Eschwege   |
| L-90  | Eisenach – Stregda – Madelungen – Krauthausen – Spichra – Pferdsdorf              |

## Politik
Bei der Wahl am 25. Mai 2014 wurde Roland Meinhardt zum Ortsteilbürgermeister des Stadtteils gewählt.

## Landschaftsimpressionen

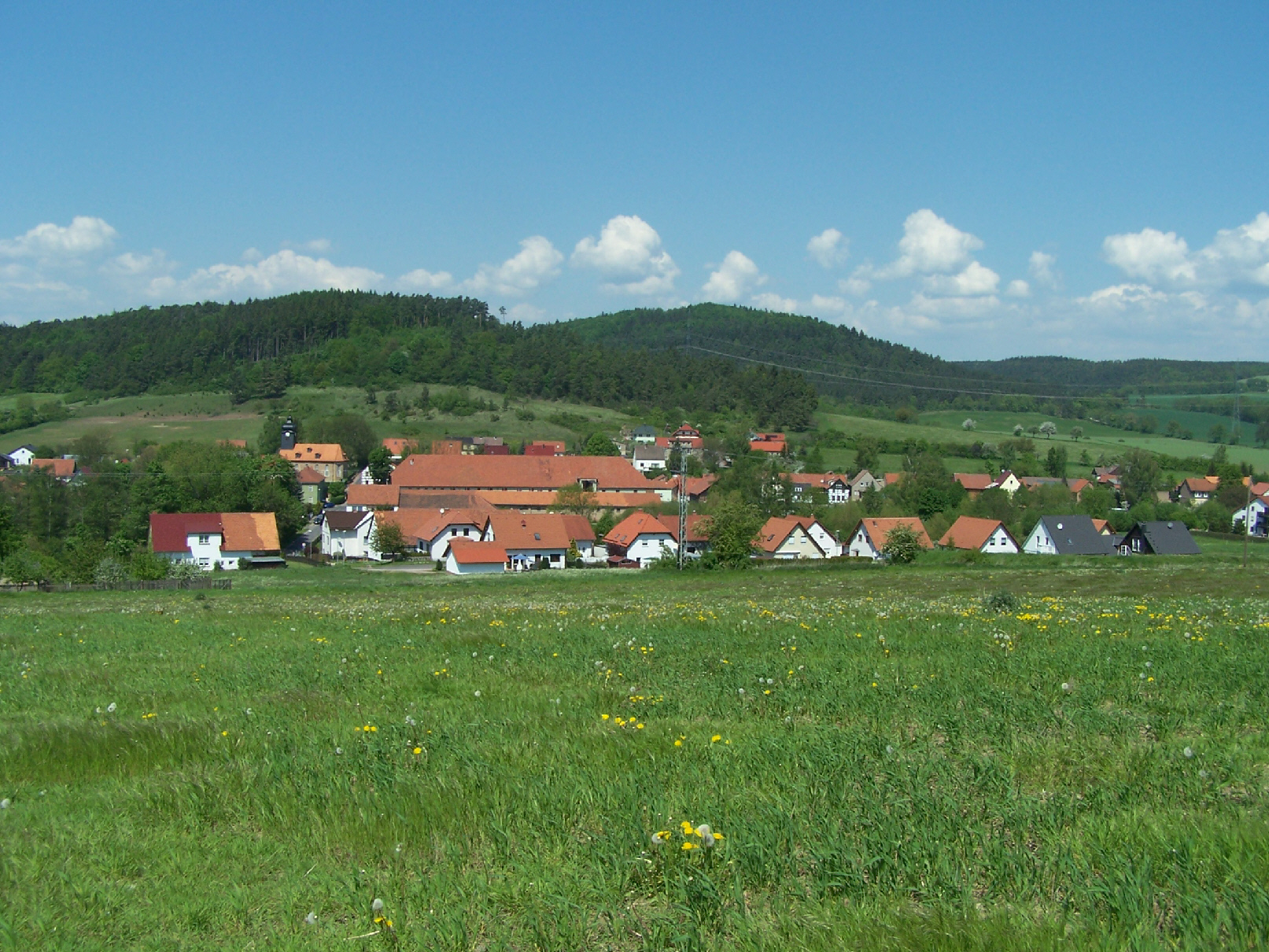
Ansicht von Süden
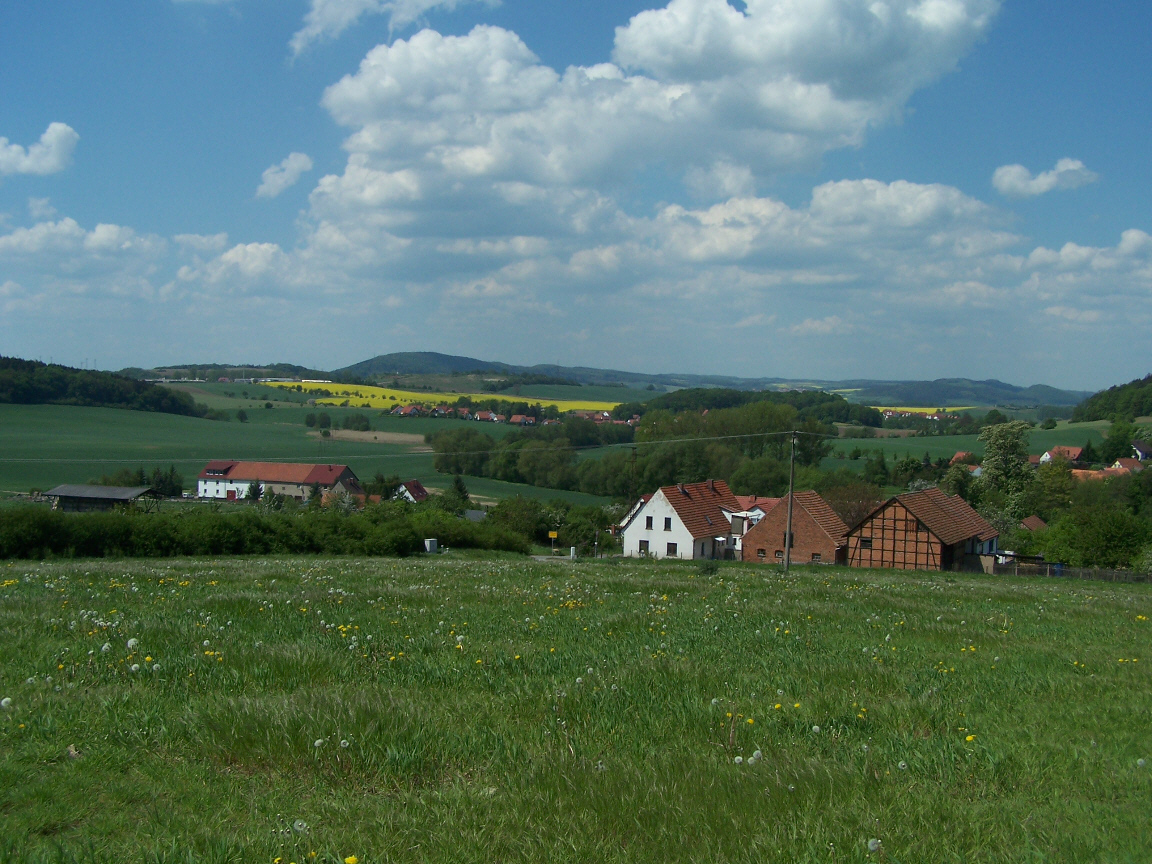
Westlicher Ortsrand
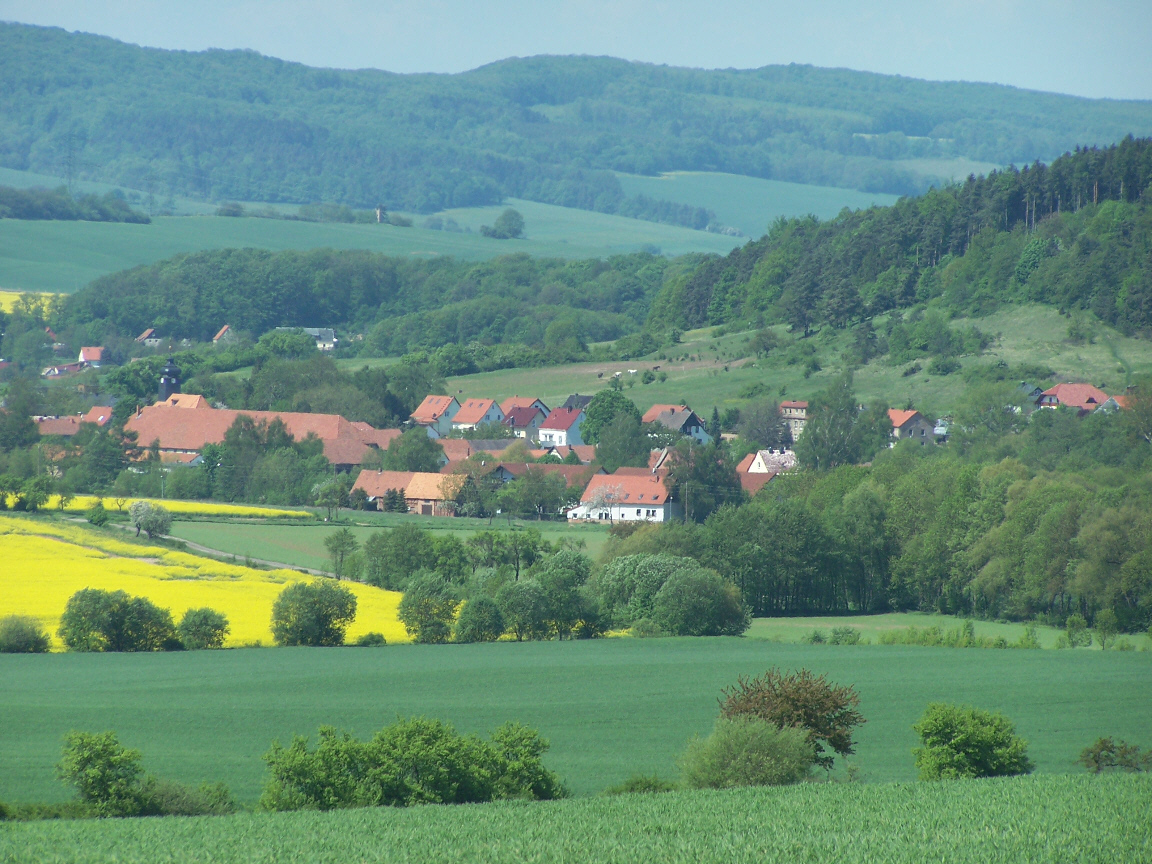
Ansicht von Osten

## Persönlichkeiten
- Madelung (Bankiers- und Gelehrtenfamilie), ursprünglich aus Madelungen stammend
- Wilhelm Christoph Diede zum Fürstenstein (1732–1807), dänischer Diplomat und Besitzer von Schloss Ziegenberg
- Carl Friedrich Wilhelm Mithoff (1766–1852), Oberlandbaumeister in Hannover
- Wilhelm Sältzer (1779–1853), Großherzoglicher Baurat, Architekt und Ziegelei-Besitzer in Eisenach
- Wilhelm Hort (1878–1938), technischer Physiker